# Carl Henrik Wrede (1787–1858)
Carl Henrik Wrede (af Elimä), född 23 juni 1787 på Penningby i Länna socken, Uppland, död 22 februari 1858 i Växjö, var en svensk friherre och militär.
Carl Henrik Wrede var son till general friherre Fabian Casimir Wrede och friherrinnan Ottiliana Charlotta Fleming af Liebelitz. Han blev kadett vid krigsskolan på Karlberg 1800, utexaminerades därifrån 1806 och blev fänrik vid Svea livgarde samma år. Wrede deltog i finska kriget 1808–1809 som brigadadjutant vid landstigningarna i Finland och reträtten från Åland samt 1809 som stabsadjutant hos sin halvbror Fabian Wrede under striderna i Västerbotten. Han tilldelades 1809 guldmedalj för tapperhet i fält. Wrede blev 1810 löjtnant vid Svea livgarde, transporterades till Kronobergs regemente 1811 och blev premiärmajor där samma år. Han deltog i fälttågen i Tyskland och Norge 1813 och 1814, blev överstelöjtnant i armén 1814 och vid Kronobergs regemente 1817. Wrede blev 1824 överste och samma år adjutant hos kungen, var 1824–1856 chef för Kronobergs regemente, var 1830–1832 och 1836–1841 vice ordförande i Kronobergs läns hushållningssällskap och blev 1835 generaladjutant i armén. Han blev 1814 riddare, 1839 kommendör och 1856 kommendör med stort kors av Svärdsorden.